# Aenictus mutatus
Aenictus mutatus är en myrart som beskrevs av Santschi 1913. Aenictus mutatus ingår i släktet Aenictus och familjen myror.

## Underarter
Arten delas in i följande underarter:
- A. m. mutatus
- A. m. pudicus